# Severed (jeu vidéo)
Pour les articles homonymes, voir Severed.
Severed est un jeu vidéo d'action-aventure développé et édité par Drinkbox Studios, sorti initialement sur PlayStation Vita en avril 2016.

## Accueil
- GameSpot : 8/10[1]
- IGN : 6,4/10[2]